# Philip Hofmann (Physiker)
Philip Hofmann (* 3. März 1967 in Berlin) ist ein deutscher Physiker.

## Leben
Von 1986 bis 1991 studierte Hofmann Physik an der Freien Universität Berlin. 1994 promovierte an der Technischen Universität Berlin mit einer Arbeit zum Thema „Strukturbestimmung von Adsorbatsystemen mit Photoelektronenbeugung“, angefertigt bei Alexander M. Bradshaw am Fritz-Haber-Institut der Max-Planck-Gesellschaft. Von 1995 bis 1997 arbeitete Hofmann als Feodor-Lynen Stipendiat der Alexander-von-Humboldt-Stiftung am Oak Ridge National Laboratory und an der University of Tennessee in der Arbeitsgruppe von E. Ward Plummer. Seit 1998 ist er Associate Professor und seit 2010 Full Professor an der Universität Aarhus in Dänemark und dort auch wissenschaftlicher Direktor der Synchrotronstrahlungsquelle ASTRID2.
Hofmanns Forschungsschwerpunkt liegt in der elektronischen Struktur von Festkörpern und deren Oberflächen, sowie zweidimensionalen Elektronensystemen und zweidimensionalen Materialien, die er vorwiegend mit Techniken der Photoelektronenspektroskopie untersucht.
Die Forschungsgruppe Hofmanns (Stand 2022) ist an der Universität Aarhus. Er ist Teil des „VILLUM Centre for Dirac Materials“.

## Ehrungen und Preise
- 1994 Ernst-Eckhard-Koch Preis
- 1995 Otto-Hahn-Medaille der Max-Planck-Gesellschaft
- 1996 Carl Ramsauer Preis
- 2011 Gaede-Preis der Deutschen Vakuum Gesellschaft[4]
- Fellow der American Physical Society[5]

## Publikationen
Hofmann hat über 330 Publikationen, die z. B. über Semantic Scholar aufgezählt werden.
Fachbücher:
- Philip Hofmann: Solid State Physics. 3. Auflage. Wiley-VCH, Weinheim 2022, ISBN 978-3-527-41410-9 (englisch).
- Deutsche Ausgabe: Philip Hofmann: Einführung in die Festkörperphysik (= Lehrbuch Physik). Wiley-VCH, Weinheim 2013, ISBN 978-3-527-41226-6.

- In Eigenpublikation: Philip Hofmann: Surface Physics. Philip Hofmann, 2013, ISBN 978-87-996090-1-7 (philiphofmann.net).